# Murmullo
Murmullo, (in italiano: Sussurro) è un bolero composto nel 1930 dal violinista e Direttore d'orchestra Electo Rosell Chepin.
Nella colonna sonora di Buena Vista Social Club, fu cantata da Ibrahim Ferrer, che era il cantante solista dell'ensemble di Rosell, l'Orquesta Chepín-Chovén.
La canzone descrive un'immagine di una situazione particolarmente piacevole, in una notte serena, due amanti si compiaciono nella bellezza della loro relazione, circondati dai dolci sussurri dell'amore.

## La versione di Buena Vista Social Club

### Musicisti
- Làzaro Villa - Güiro
- Joachim Cooder – udu
- Ibrahim Ferrer - cori
- Alberto Valdéz - maracas